# Sa majestat (sèrie de televisió)
Sa majestat (títol original en castellà, Su Majestad) és una sèrie de televisió espanyola de comèdia i sàtira política creada per Borja Cobeaga i Diego San José per a Prime Video. Està produïda per 100 Balas i Sayaka Producciones, i protagonitzada per Anna Castillo i Ernesto Alterio. Es va estrenar a la plataforma de Prime Video el 27 de febrer de 2025. S'ha doblat i subtitulat al català.

## Trama
La Pilar (Anna Castillo) és una jove princesa i futura reina d'Espanya que, de manera sobtada i precipitada, es veu obligada a situar-se al capdavant de la institució després d'un escàndol protagonitzat pel seu pare, el rei Alfons XIV (Pablo Derqui), que l'aparta de la primera línia pública durant uns mesos. La Pilar ha de demostrar al país que no és la dona irresponsable, insolent, vaga i inútil que tothom creu que és. El que passa és que potser tenen raó.

## Repartiment
- Anna Castillo com a Pilar
- Ernesto Alterio com a Guillermo Salvatierra[4]
- Pablo Derqui com el rei Alfons XIV
- Ramón Barea com el cap de la Casa Reial
- Ana María Vidal com la mare d'en Guillermo
- Lucía Díez com a Camino
- Pablo Vázquez com el cap de Seguretat
- Freddie Dennis com el príncep Richard

## Producció
El 21 de febrer de 2024, Prime Video va anunciar que estava desenvolupant la sèrie de comèdia satírica Sa majestat, la qual fora creada per Borja Cobeaga i Diego San José i protagonitzada per Anna Castillo i Ernesto Alterio. L'11 d'abril de 2024, es va anunciar que el rodatge de la sèrie havia conclòs després de deu setmanes. El rodatge de la sèrie va tenir lloc principalment a la Comunitat de Madrid i els seus voltants.

## Estrena i màrqueting
El febrer de 2024, coincidint amb l'anunci de la sèrie, Prime Video va llançar el primer tast de la sèrie. El 17 de desembre de 2024, Prime Video va programar l'estrena de la sèrie en la seva plataforma per al 27 de febrer de 2025.